# Commissione per i bilanci del Parlamento europeo
La commissione per i bilanci (BUDG, abbreviazione del francese Commission des budgets) è una commissione permanente del Parlamento europeo che si occupa delle prerogative di bilancio del Parlamento. È composta da 41 eurodeputati ed è attualmente presieduta dal belga Johan Van Overtveldt.

## Competenze
In base al regolamento del Parlamento europeo la commissione per i bilanci è la:
1.   il quadro finanziario pluriennale delle entrate e delle spese dell'Unione europea ed il sistema delle risorse proprie dell'Unione europea;
2.   le prerogative di bilancio del Parlamento, vale a dire il bilancio dell'Unione europea nonché la negoziazione e l'applicazione degli accordi interistituzionali in materia;
3.   lo stato di previsione del Parlamento, in conformità della procedura definita nel regolamento;
4.   il bilancio degli organismi decentrati;
5.   le attività finanziarie della Banca europea per gli investimenti che non sono parte della governance economica europea;
6.   l'iscrizione in bilancio del Fondo europeo di sviluppo, fatte salve le attribuzioni della commissione competente per l'accordo di partenariato ACP-UE;
7.   le incidenze finanziarie e la compatibilità con il quadro finanziario pluriennale di tutti gli atti dell'Unione, fatte salve le attribuzioni delle commissioni interessate;
8.   il monitoraggio e la valutazione dell'esecuzione del bilancio in corso, nonostante l'articolo 98, paragrafo 1 del regolamento, gli storni di stanziamenti, le procedure relative agli organigrammi, gli stanziamenti amministrativi e i pareri su progetti in materia di immobili aventi incidenze finanziarie significative;
9.   il regolamento finanziario, escluse le questioni concernenti l'esecuzione, la gestione e il controllo del bilancio.»
(Regolamento del Parlamento europeo, Allegato VI: Attribuzioni delle commissioni parlamentari permanenti, IV. Commissione per i bilanci)

## Presidenti
| Periodo     | Presidente           | Nazionalità | Gruppo |
| ----------- | -------------------- | ----------- | ------ |
| 2007 – 2009 | Reimer Böge          | Germania    | PPE    |
| 2009 – 2014 | Alain Lamassoure     | Francia     | PPE    |
| 2014 – 2019 | Jean Arthuis         | Francia     | ALDE   |
| 2019 –      | Johan Van Overtveldt | Belgio      | ECR    |